# Lissencefalie
Lissencefalie is een aangeboren hersenaandoening, die zeer zelden voorkomt. Lissencefalie betekent letterlijk "gladde hersenen". Er zijn veel verschillende varianten en syndromen. Het syndroom van Miller-Dieker, het syndroom van Walker-Warburg en het Fukuyama syndroom zijn hier een paar voorbeelden van.
Kinderen die geboren worden met lissencefalie hebben zware verstandelijke handicaps en sterven vaak binnen enkele maanden na de geboorte.